# Bilans transferów jednostronnych
Bilans transferów jednostronnych (transfery bieżące) – zestawienie transakcji stanowiących jednostronne przepływy dóbr, usług lub środków finansowych ujętych w rachunku bieżącym. Transakcjom tym nie towarzyszy przepływ płatności lub dóbr i usług w drugą stronę.
Do tej części bilansu obrotów bieżących zaliczamy transfery rządowe i prywatne.